# 빌리 진 킹
빌리 진 킹(영어: Billie Jean King, 1943년 11월 22일 ~ )은 은퇴한 미국의 프로 테니스 선수이다.
그녀는 12개의 그랜드 슬램 단식 타이틀과 16개의 그랜드 슬램 복식 타이틀, 그리고 11개의 그랜드 슬램 혼합 복식 타이틀을 갖고 있다. 그녀는 1973년 전 윔블던 우승자인 남자 선수 바비 릭스와의 성 대결 이벤트 경기에서 승리하기도 했다.

## 개인 생활
빌리 진은 1965년 9월 17일 캘리포니아주 롱비치에서 래리 킹과 결혼하였다. 1971년 그녀는 인공임신중절을 하였고, 이후 그의 남편에 의해 대중에게 알려지게 된다. 1982년 그녀의 자서전에서 그녀가 밝히길, 그 당시엔 아이를 낳아 기를 정도로 결혼 생활이 확고하다고 생각하지 않아 낙태를 결정했다고 한다. 그들은 1987년에 이혼하였다.
빌리 진 킹은 1968년에 레즈비언으로의 자신의 지향성을 깨달았다고 한다. 1971년에는 그녀의 비서인 매릴린 바넷과 개인적인 관계를 시작하였다. 1981년 5월 매릴린 바넷이 동거 관계 해소 소송을 걸면서 빌리 진은 그녀와의 관계를 대중에 인정하였다. 그녀는 최초로 커밍아웃한 여성 전문 운동 선수가 되었다. 그녀는 1981년 테니스 선수 생활을 은퇴하고 싶었으나 소송 때문에 그만둘 수 없었다고 회고했다.
그녀가 아웃팅 되었을 당시 다른 레즈비언 선수인 마르티나 나브라틸로바가 지지해주지 않아 매우 불운한 5년을 지냈다고 1998년 인터뷰에서 밝혔다. 또한 그녀는 대부분의 사람들은 청소년일 때 자신의 정체성을 깨닫지만 자신은 매우 늦은 나이에 깨달았으며, 만약 자신이 레즈비언이었단 사실을 더 일찍 깨달았으면 21살에 래리 킹과 사랑에 빠져 결혼하지도 않았을 것이라며 그녀의 전 남편에게 사과했다.
전 진실을 말하고 싶었어요. 그러나 제 부모님은 동성애혐오자들이었고 저는 숨기고 있었죠. 제가 무슨 일을 겪어왔는지를 말하면 선수 생활이 끝날 거라며 조언하는 사람들도 있었습니다. 하지만 충분히 깊게 묻어두질 못했습니다. 제 가족들은 동성애자들을 싫어했고, 세상도 동성애자들을 싫어했고, 저 또한 동성애자들을 싫어했었습니다. 제가 커밍아웃을 했다면 테니스 투어도 끝났을꺼에요. 만약 당신이 LGBT들과 대화하다보면 그들이 자라온 방식 때문에 수 많은 혐동성애주의를 발견하게 될겁니다. 내 인생의 가장 큰 목표 중 하나는 내 부모님에게 늘 진실해야한다는 거였는데 그러질 못했습니다. 늘 그 주제를 말하려 꺼내들려고 했지만 그러지 못했습니다. 제 어머니가 말하길 "우린 그거에 대해서 말하고 싶지 않다"고 하면 저도 매우 쉽게 그만두었지요. 저도 마음이 내키지 않았으니까요. 결국엔 제 감정을 숨기느라 스스로에게 혼란만 가중시키는 것으로 끝나버렸습니다. 좀 더 일찍 숨기는 것을 포기했어야 했다고 봅니다. 나이 51이 되어 드디어 나는 제 부모님에게 말할 수 있게 되었고 더 이상 제가 할 말을 부모님에게 맞추어 적응시킬 필요도 없어졌죠. 그게 제 인생의 전환점이었습니다. 더 이상의 후회는 없어요.

성차별 반대론자로도 잘 알려진 그녀는 전 남편 래리 킹과 함께 여자 테니스 협회 (WTA)와 여자 스포츠 연맹 (WSF), 월드 팀테니스 등의 단체를 설립했다.
그녀는 미국의 여러 TV 시리즈물에도 단역으로 출연하였다.
빌리 진 킹은 현재 그녀의 파트너 일리아나 크로스와 함께 뉴욕과 시카고에 거주 중이다.
그녀의 동생 랜디 모핏은 야구 선수로 성장했다. 12년간 샌프란시스코 자이언츠와 휴스턴 애스트로스, 토론토 블루제이스에서 활동하였다.
2013년 12월 미국 대통령 버락 오바마는 빌리 진 킹과 공개적으로 커밍아웃한 아이스하키 선수 케이틀린 캐호우를 2014년 동계 올림픽의 미국 대표단 대표로 임명하였다. 러시아의 반동성애적인 정책과 혐오 범죄에 항의하기 위한 일환이다.

## 같이 보기
- 빌리 진 킹: 세기의 대결